# Istenszülő elszenderedése fatemplom (Alsótopa)
Az alsótopai Istenszülő elszenderedése fatemplom műemlékké nyilvánított épület Romániában, Bihar megyében. A romániai műemlékek jegyzékében a  BH-II-m-B-01220 sorszámon szerepel.